# Lago Chapman (Antártida)
El lago Chapman es un pequeño lago ubicado en The Flatiron, en Puerto Granite, en la Dependencia Ross de la Antártida. Fue visitado por primera vez por los miembros del equipo occidental del capitán Robert Falcon Scott en 1911 y fue una de los «lindos y pequeños  tarns» observados por Thomas Griffith Taylor, que fue el geólogo principal de la expedición. De hecho, Tryggve Gran, otro miembro del equipo occidental, incluso usó el lago para darse un baño para «celebrar el Día de San Juan». Más recientemente, ha sido un sitio de investigación activa realizada por la Universidad de Waikato como parte de un programa de investigación de biodiversidad terrestre más grande con el apoyo del Instituto de «Investigación Antártica de Nueva Zelanda» (NZARI) y Antarctica New Zealand (AntNZ).

## Nombre
El lago Chapman lleva su nombre en homenaje a Ann Chapman, una de las primeras científicas que visitó la región del mar de Ross y la primera mujer en dirigir una expedición científica en la Antártida. Chapman dirigió un equipo de científicos de la Universidad de Waikato que trabajaba en lagos antárticos desde 1970 hasta 1971, y fue miembro fundador del Programa de Investigación Antártica de la Universidad de Waikato y la Sociedad Limnológica de Nueva Zelanda, en la actualidad la Sociedad de Ciencias de Agua Dulce de Nueva Zelanda.